# Gautier Calomne
Pour les articles homonymes, voir Calomne.
Gautier Calomne est un avocat et homme politique ixellois né le 18 août 1980, membre du Mouvement réformateur.
Il a étudié le droit à l'université Libre de Bruxelles. Avocat spécialisé en droit immobilier, il est également assistant à la Faculté de droit de l’ULB. Fils et petits fils de professeurs et de commerçants ixellois, Gautier Calomne s’engage très tôt dans la politique locale à Ixelles.
A 17 ans, il rejoint les Jeunes MR dont il devient Président national entre 2007 et 2013. Élu Conseiller communal à Ixelles pour la première fois en 2006, il est réélu à trois reprises en 2012, 2018 et 2024. À partir de 2012, il occupe la fonction de Chef de groupe au Conseil communal.
Entre 2015 et 2019, il siège comme Député fédéral à la suite de la montée au gouvernement fédéral de Sophie Wilmès comme ministre du Budget.
En 2023, après avoir mené une opposition face à la majorité communale composée des partis Écolo et PS, Gautier Calomne est désigné Tête de liste du Mouvement réformateur pour les élections communales du 13 octobre 2024.
Après une campagne de terrain victorieuse qui voit sa liste ‘MR & VLD avec vous’ remporter 13 sièges et lui-même réaliser un score historique de 3.440 voix de préférence, il devient Premier Échevin d’Ixelles.

## Carrière politique
- Depuis 2006 : Conseiller communal à Ixelles
- Depuis 2012 : Chef de groupe MR-VLD au Conseil communal d’Ixelles
- Entre 2015 et 2019 : Député fédéral à la Chambre des représentants
- Depuis 2017 : Président de l’Association libérale d’Ixelles - MR Ixelles[5]
- En 2024 : Tête de liste ‘MR & VLD avec vous’ aux élections communales du 13 octobre 2024[3]
- Depuis 2024 : Premier Échevin d’Ixelles